# Ulla Manneberg
Ulla Agda Marianne Manneberg, född 14 april 1924 i Stockholm, död 5 december 2017 i Karlstad, var en svensk målare och tecknare.
Manneberg studerade vid Gerlesborgsskolan under olika perioder åren 1974-1977 och har därefter företagit studieresor till Irland, Frankrike, Schweiz, Italien och Grekland. Hon har deltagit i samlingsutställningar på Värmlands Museums höstsalong sedan 1975, samt i Finland och i Göteborg. Separat har hon ställt ut i Karlstad, Skara, Kisa, Mjölby, Karlskoga och Stockholm. Hennes motiv var oftast natur, gärna från Gotland där hon tillbringade många somrar eller från Italien.
Hon tilldelades Bildkonstnärsfonden stipendium 1985, 1986 och 1987, Statens stora arbetsstipendier 1988, Värmlands konstförenings Resestipendium 1992 samt Thor Fagerqvist-stipendiet.
Manneberg är representerad vid Värmlands Museum, Statens konstråd, landstingen i Värmland, Älvsborg, Västerbotten, Östergötland samt ett flertal kommuner.